# U.S. Cup 1993
Der U.S. Cup 1993 war ein Einladungsturnier für Fußball-Nationalmannschaften, das vom Fußballverband der Vereinigten Staaten von Amerika organisiert wurde und vom 6. Juni bis zum 19. Juni 1993 stattfand. Teilnehmer waren neben der Gastgebermannschaft Brasilien, Deutschland und England. Für die Gastmannschaften war es jeweils der einzige Auftritt bei dieser Turnierreihe. Nach sechs Spielen im Modus „Jeder gegen jeden“ stand der damals amtierende Weltmeister Deutschland als Sieger fest. Das entscheidende letzte Spiel, Deutschland gegen England, fand im Pontiac Silverdome statt und war das erste offizielle Fußballländerspiel in einem baulich geschlossenen Stadion, das auf Naturrasen ausgetragen wurde. Dies geschah in Vorbereitung auf die Fußball-Weltmeisterschaft 1994 in den Vereinigten Staaten.

## Turnierverlauf

### Zusammenfassung
Die Gastgebermannschaft traf im ersten Spiel auf den damaligen Weltranglistenführenden Brasilien. Über 44.000 Zuschauern im Yale Bowl sahen ein frühes Tor der favorisierten Südamerikaner durch Careca. Winck stellte kurz vor Schluss den Endstand von 2:0 für Brasilien her. In ihrem zweiten Spiel konnten die US-Amerikaner England mit 2:0 besiegen.
Die deutsche Mannschaft startete schwach in ihr erstes Spiel gegen Brasilien und lag zur Halbzeit mit 0:3 hinten. Nach einer Leistungssteigerung in der zweiten Spielhälfte konnte Deutschland in der 66. Minute durch Jürgen Klinsmann und in der 80. durch Andreas Möller ihre ersten beiden Tore erzielen. In der Nachspielzeit gelang erneut Klinsmann noch der Ausgleich.
Die Brasilianer kamen in ihrem dritten und letzten Spiel nur zu einem 1:1 gegen England, während die deutsche Mannschaft dank dreier Kopfballtreffer von Karl-Heinz Riedle die USA mit 4:3 besiegen konnte. Durch einen 2:1-Sieg gegen England im letzten Spiel sicherten sich die Deutschen den Turniersieg. Das entscheidende Tor erzielte Klinsmann, der mit insgesamt vier Treffern bester Torschütze des Turniers wurde.

### USA – Brasilien 0:2
| USA                                   | USA | Brasilien | Brasilien |
| ------------------------------------- | --- | --- | --------- |
| USA                                   | \| 6. Juni 1993 in New Haven (Yale Bowl) \| \| Zuschauer: 44.579 \| \| Schiedsrichter: Ceccarini ( Italien) \| | \| 6. Juni 1993 in New Haven (Yale Bowl) \| \| Zuschauer: 44.579 \| \| Schiedsrichter: Ceccarini ( Italien) \|                                           | Brasilien |
| USA                                   | Tony Meola – Desmond Armstrong, Mike Lapper, John Doyle, Jeff Agoos – Fernando Clavijo, John Harkes, Chris Henderson (69. Peter Woodring), Bruce Murray (57. Cobi Jones) – Roy Wegerle, Jean Harbor (46. Earnie Stewart) | Cláudio Taffarel – Winck, Julio Cesar, Márcio Santos, Branco (46. Nonato) – Luisinho (68. Raí), Dunga, Boiadeiro, Valdeir – Careca, Elivélton (76. Cafu) | Brasilien |
| USA                                   | 0:1 Careca (5.) 0:2 Winck (87.) | | Brasilien |
| 6. Juni 1993 in New Haven (Yale Bowl) | | |           |
| Zuschauer: 44.579                     | | |           |
| Schiedsrichter: Ceccarini ( Italien)  | | |           |

### USA – England 2:0
| USA                                          | USA | England | England |
| -------------------------------------------- | --- | --- | ------- |
| USA                                          | \| 9. Juni 1993 in Foxborough (Foxboro Stadium) \| \| Zuschauer: 37.652 \| \| Schiedsrichter: Weiser ( Österreich) \| \| Spielbericht \|                                                                          | \| 9. Juni 1993 in Foxborough (Foxboro Stadium) \| \| Zuschauer: 37.652 \| \| Schiedsrichter: Weiser ( Österreich) \| \| Spielbericht \|                                               | England |
| USA                                          | Tony Meola – Desmond Armstrong, Mike Lapper, John Doyle, Jeff Agoos – Fernando Clavijo, Thomas Dooley (69. Alexi Lalas), John Harkes, Tab Ramos (82. Cobi Jones) – Roy Wegerle, Eric Wynalda (61. Earnie Stewart) | Chris Woods – Lee Dixon, Gary Pallister, Carlton Palmer (61. Des Walker), Tony Dorigo – David Batty, Paul Ince, Nigel Clough, Lee Sharpe – Les Ferdinand (35. Ian Wright), John Barnes | England |
| USA                                          | 1:0 Dooley (42.) 2:0 Lalas (72.) | | England |
| 9. Juni 1993 in Foxborough (Foxboro Stadium) | | |         |
| Zuschauer: 37.652                            | | |         |
| Schiedsrichter: Weiser ( Österreich)         | | |         |
| Spielbericht                                 | | |         |

### Brasilien – Deutschland 3:3
| Brasilien                                       | Brasilien | Deutschland | Deutschland |
| ----------------------------------------------- | --- | --- | ----------- |
| Brasilien                                       | \| 10. Juni 1993 in Washington, D.C. (RFK Stadium) \| \| Zuschauer: 34.737 \| \| Schiedsrichter: Tambarino ( Vereinigte Staaten) \|                            | \| 10. Juni 1993 in Washington, D.C. (RFK Stadium) \| \| Zuschauer: 34.737 \| \| Schiedsrichter: Tambarino ( Vereinigte Staaten) \| | Deutschland |
| Brasilien                                       | Cláudio Taffarel – Jorginho, Julio Cesar, Márcio Santos, Branco (82. Nonato) – Carlos Dunga, Valdeir (64. Almir), Raí, Luisinho – Careca, Elivélton (70. Cafu) | Andreas Köpke – Christian Ziege (74. Michael Schulz), Thomas Helmer, Jürgen Kohler, Guido Buchwald – Andreas Möller, Michael Zorc (58. Thomas Strunz), Stefan Effenberg, Lothar Matthäus, Matthias Sammer (46. Karlheinz Riedle) – Jürgen Klinsmann | Deutschland |
| Brasilien                                       | 1:0 Helmer (13., Eigentor) 2:0 Careca (32., Strafstoß) 3:0 Luisinho (39.)                                                                                      | 3:1 Klinsmann (66.) 3:2 Möller (80.) 3:3 Klinsmann (90.+1') | Deutschland |
| 10. Juni 1993 in Washington, D.C. (RFK Stadium) | | |             |
| Zuschauer: 34.737                               | | |             |
| Schiedsrichter: Tambarino ( Vereinigte Staaten) | | |             |

### England – Brasilien 1:1
| England                                         | England | Brasilien | Brasilien |
| ----------------------------------------------- | --- | --- | --------- |
| England                                         | \| 13. Juni 1993 in Washington, D.C. (RFK Stadium) \| \| Zuschauer: 54.118 \| \| Schiedsrichter: Dias ( Vereinigte Staaten) \| \| Spielbericht \|    | \| 13. Juni 1993 in Washington, D.C. (RFK Stadium) \| \| Zuschauer: 54.118 \| \| Schiedsrichter: Dias ( Vereinigte Staaten) \| \| Spielbericht \|                      | Brasilien |
| England                                         | Tim Flowers – Barrett, Des Walker, Pallister, Dorigo – Sinton, Batty (46. David Platt), Clough (82. Merson), Paul Ince (67. Palmer) – Sharpe, Wright | Cláudio Taffarel – Jorginho, Valber, Márcio Roberto dos Santos, Nonato (5. Cafu) – Luisinho (57. Palhinha), Elivélton, Carlos Dunga – Valdeir (67. Almir), Rai, Careca | Brasilien |
| England                                         | 1:0 Platt (47.) | 1:1 Santos (76.) | Brasilien |
| 13. Juni 1993 in Washington, D.C. (RFK Stadium) | | |           |
| Zuschauer: 54.118                               | | |           |
| Schiedsrichter: Dias ( Vereinigte Staaten)      | | |           |
| Spielbericht                                    | | |           |

### USA – Deutschland 3:4
| USA                                      | USA | Deutschland | Deutschland |
| ---------------------------------------- | --- | --- | ----------- |
| USA                                      | \| 13. Juni 1993 in Chicago (Soldier Field) \| \| Zuschauer: 53.549 \| \| Schiedsrichter: Loustau ( Argentinien) \| \| Spielbericht \|                                                                            | \| 13. Juni 1993 in Chicago (Soldier Field) \| \| Zuschauer: 53.549 \| \| Schiedsrichter: Loustau ( Argentinien) \| \| Spielbericht \| | Deutschland |
| USA                                      | Tony Meola – Desmond Armstrong, John Doyle, Mike Lapper, Fernando Clavijo – Jeff Agoos (67. Alexi Lalas), Thomas Dooley, John Harkes, Tab Ramos (78. Cobi Jones) – Roy Wegerle, Eric Wynalda (60. Earnie Stewart) | Andreas Köpke – Christian Ziege, Jürgen Kohler (74. Thomas Helmer), Guido Buchwald, Michael Schulz – Stefan Effenberg (60. Andreas Möller), Lothar Matthäus, Uwe Bein, Thomas Strunz – Karlheinz Riedle, Jürgen Klinsmann (70. Karlheinz Pflipsen) | Deutschland |
| USA                                      | 1:1 Dooley (25.) 2:4 Stewart (72.) 3:4 Dooley (79.) | 0:1 Klinsmann (14.) 1:2 Riedle (34.) 1:3 Riedle (39.) 1:4 Riedle (59.) | Deutschland |
| 13. Juni 1993 in Chicago (Soldier Field) | | |             |
| Zuschauer: 53.549                        | | |             |
| Schiedsrichter: Loustau ( Argentinien)   | | |             |
| Spielbericht                             | | |             |

### Deutschland – England 2:1
| Deutschland                                      | Deutschland | England | England |
| ------------------------------------------------ | --- | --- | ------- |
| Deutschland                                      | \| 19. Juni 1993 in Pontiac (Michigan) (Silverdome) \| \| Zuschauer: 62.126 \| \| Schiedsrichter: Cavani ( Uruguay) \| \| Spielbericht \|                                                                                      | \| 19. Juni 1993 in Pontiac (Michigan) (Silverdome) \| \| Zuschauer: 62.126 \| \| Schiedsrichter: Cavani ( Uruguay) \| \| Spielbericht \|                | England |
| Deutschland                                      | Bodo Illgner – Christian Ziege, Thomas Helmer, Guido Buchwald, Michael Schulz – Andreas Möller (63. Matthias Sammer), Stefan Effenberg (76. Michael Zorc), Lothar Matthäus, Thomas Strunz – Karlheinz Riedle, Jürgen Klinsmann | Martyn – Barrett, Pallister (53. Keown), Des Walker – David Platt, Paul Ince, Clough (70. Wright), Sinton, Merson – John Barnes, Sharpe (46. Winterburn) | England |
| Deutschland                                      | 1:0 Effenberg (26.) 2:1 Klinsmann (55.) | 1:1 Platt (31.) | England |
| 19. Juni 1993 in Pontiac (Michigan) (Silverdome) | | |         |
| Zuschauer: 62.126                                | | |         |
| Schiedsrichter: Cavani ( Uruguay)                | | |         |
| Spielbericht                                     | | |         |

## Abschlusstabelle
| Pl. | Mannschaft  | Sp. | S | U | N | Tore    | Diff. | Punkte |
| --- | ----------- | --- | - | - | - | ------- | ----- | ------ |
| 1.  | Deutschland | 3   | 2 | 1 | 0 | 009:700 | +2    | 07     |
| 2.  | Brasilien   | 3   | 1 | 2 | 0 | 006:400 | +2    | 05     |
| 3.  | USA         | 3   | 1 | 0 | 2 | 005:600 | −1    | 03     |
| 4.  | England     | 3   | 0 | 1 | 2 | 002:500 | −3    | 01     |

## Torschützen
| 4 Tore - Jürgen Klinsmann 3 Tore - Karlheinz Riedle - Thomas Dooley 2 Tore - Careca - David Platt |  | 1 Tor - Stefan Effenberg - Andreas Möller - Alexi Lalas - Earnie Stewart - Winck - Luisinho - Márcio Santos |